# Derbent
Derbent (en rus: Дербент; en lesguià: Дербент; en àzeri: Dərbənd; en àvar: Дербенд; en persa: دربند) és una ciutat del Daguestan (república constituent de Rússia), prop de la frontera amb l'Azerbaidjan, i a la vora del riu Rubas. Té una població de 101.031 habitants (2002), que eren 78.371 habitants el 1989 (durant la Unió Soviètica). La població és de majoria lèsguica (42%), seguida dels àzeris (25%) i els tabarsarans (20%).

## La ciutat
Al nord de la ciutat hi ha el monument als Kirk-lar (Quaranta herois) que van caure defensant el país contra els àrabs el 728. Al sud, l'anomenada muralla del Caucas (abans d'Alexandre) de 50 metres de llarg bloqueja el pas anomenat antigament portes Càspies o portes de Ferro (Portae Athanae o Portae Caspiae). La ciutat té una universitat i diverses escoles tècniques. A 2 km hi ha el centre de vacances de Chayka. La ciutadella i la ciutat vella han estat declarades Patrimoni de la Humanitat per la UNESCO (2003).

## Història
Derbent reclama ser la ciutat més antiga de Rússia ja que s'han trobat restes arqueològiques de fa cinc mil anys. El poblament intensiu es va produir a partir del segle viii aC, i a partir del segle vi aC va estar en mans de l'Imperi persa. Al segle iv aC, enderrocat l'imperi, va ser part de l'Albània del Caucas, i se l'identifica llegendàriament amb Albana, la capital. Segons la tradició, el pas fou fortificat pel rei sassànida Còsroes I Anushirwan (el Just, segle vi), per prevenir incursions del nord amb una llarga muralla entre les muntanyes i la mar (altres versions donen com a fundador el seu pare, el rei sassànida Kobad I, però la construcció trobada data del temps del fill); encara queden restes d'aquesta fortificació entre Derbent i Kara Syrt. L'historiador armeni Moisès Kagankatvatsi escriu que la construcció de les muralles va esgotar els recursos de l'imperi. A partir del segle v hi va penetrar el cristianisme. El 627, la ciutat fou devastada per Tong Yagghu, kan dels turcs occidentals, però després d'un temps de domini turc el seu fill Burisad va haver d'abandonar la zona davant els perses. Els musulmans hi van arribar el 643 quan estava controlat per una guarnició sassànida i la dominaven el 654. Durant anys, fou teatre de lluita entre àrabs i khàzars.
Els àrabs la van anomenar Bab al-Abwab i estava al costat del pas clau a l'extrem oriental de Caucas. Derbent va sorgir com a fortalesa propera al pas principal, que portà el nom persa Derbend (transcripció àrab Darband, que vol dir 'vila de la porta' o 'porta tancada (per la vila)') i després per influència turca, Derbent o Darbant o Demirkapı (porta de Ferro). Era el lloc on donaven totes les valls del Caucas oriental. El lloc tenia un bon port en aigües de la mar Càspia.
Segons la tradició, el pas fou fortificat pel rei sassànida Anuixirwan (segle vi) per prevenir incursions del nord amb una llarga muralla entre les muntanyes i la mar; encara queden restes d'aquesta fortificació entre Derbent i Kara Syrt. Els musulmans hi van arribar el 643 quan estava dominat per una guarnició sassànida. Durant anys fou teatre de lluita entre àrabs i khàzars. El 731, Maslama ibn Abd al-Malik es va retirar de Khazària fins a Bab al-Awad, on va arribar amb les forces justes. Marwan ben Muhammad, el futur califa Marwan II, va atacar els khàzars el 737 simultàniament des de Daryal o Darial (Bab al-Lan o Porta dels Alans), i des de Bab al-Abwad, i temporalment va dominar el territori fins al Volga. La darrera invasió dels khàzars pel pas fou el 799.
En temps del visir Ali ibn al-Furat (després del 908), Bab al-Abwad era el port principal de la mar Càspia, i era més gran que Ardabil, la capital de l'Azerbaidjan aleshores. En aquest temps, governava la dinastia dels haiximites de Bab al-Abwad.
Sota influencia del seljúcides i després del 1222 dels mongols (general Subotai), fou dominada pels Il-kans i fou la frontera amb l'horda d'Or

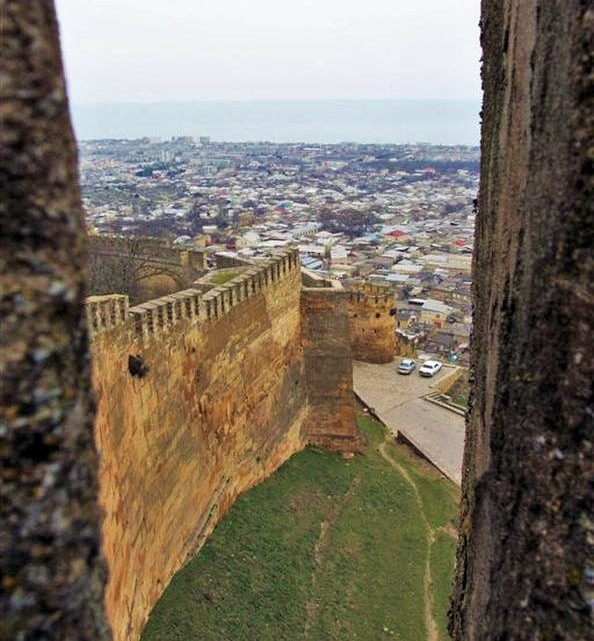
Derbent des de la muralla

Al segle xiv fou ocupada per Tamerlà i el 1437 va passar als Xirvanxahs. Al segle xvi, fou teatre de lluites entre perses safàvides i turcs otomans, i després de l'anomenada Batalla de les Torxes, el 1583, els turcs van tenir el control confirmat pel tractat de Constantinoble o de Ferhad Pasha, el 1590. Però el 1606 va retornar a Pèrsia i fou part d'algun dels kanats independents o semiindependents, restant sota domini de Pèrsia fins al 1722, en què fou ocupada pels russos.
Nadir Shah la va recuperar el 1735 (tractat de Gandja) i llavors (1747) fou part del kanat de Quba, i el 1758 va passar a governar-hi Fath Ali, també kan a Bakú i Shamakha (1758-1789); fou succeït per Ahmad Khan i aquest el 1791 per Shaykh Ali Agha; el 1796 fou ocupada pels russos dirigits per Valerian Zubov, però evacuada poc després. Fou definitivament ocupada per Rússia el 21 de juny/3 de juliol de 1806 (dates segons els dos calendaris) i confirmada a Rússia pel tractat de Gulistan de 1813. Va perdre llavors la seva importància militar; les muralles de la vila han estat conservades; també es conserva el cementiri àrab a Kirklar (al nord), que data del segle xiv. La mesquita principal fou construïda sobre una església el 783.
Modernament, la bona explotació econòmica del sòl (vinyes i fruiters) i del subsòl (petroli i gas) i la continuïtat en la pesca a la mar Càspia, així com la millora de comunicacions per carretera i via fèrria, l'han fet desenvolupar. El 1900 la població era en un 57% musulmana (18% de russos ortodoxos, 16% de jueus, 7% de cristians armenis). Foren russos, jueus i armenis els que van portar les idees bolxevics, sobretot per obra de I. V. Maligine. El desembre de 1917 es va instal·lar el poder soviètic d'obrers i soldats. Del juliol de 1918 al març de 1920 la ciutat fou teatre de diverses lluites. Finalment, es va crear la República Socialista Soviètica Autònoma del Daguestan, de la qual Derbent va passar a ser cap d'un districte (i la segona vila del país després de la capital). La població va arribar a 41.800 habitants el 1956.

## Llocs interessants
- Les muralles sassànides.

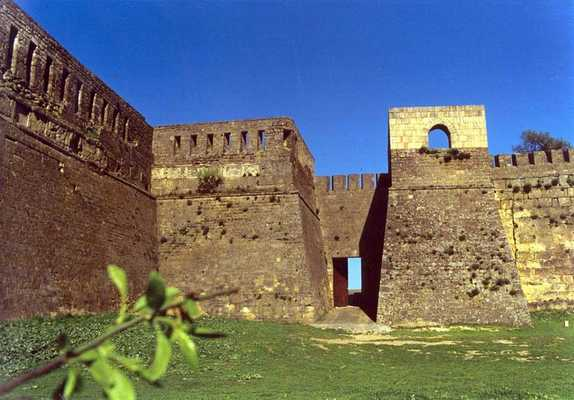
Portes Càspies

- La ciutadella de Narinkala rodejada de muralles.
- Banys, cisternes i antics cementiris.
- Cementiri àrab de Kirklar (segle XIV).
- L'estació de caravanes.
- El mausoleu dels Khans (segle xviii).
- La mesquita Djuma (segle viii).
- La madrassa (segle xv).
- La mesquita de Kirklar (segle xvii).
- La mesquita Bala.
- La mesquita Çertebe (segle xviii).
- Diverses mesquites i capelles.
- Teatre dramàtic S. Stalsky.

## Fills il·lustres
- Konstantín Saradíev, director d'orquestra i violinista.

## Agermanaments
- Gandja (Azerbaidjan)
- La Crosse, Wisconsin, EUA

## Economia
Fabrica maquinària, aliments i tèxtils. Hi ha indústria de pesca i derivats, de materials de construcció i de fusta. És el centrre principal de producció del brandy rus.

## Galeria

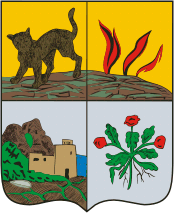
Escut de Derbent (1843)
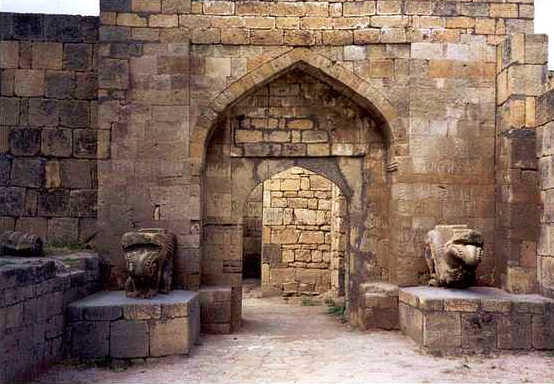
Porta a la ciutat vella
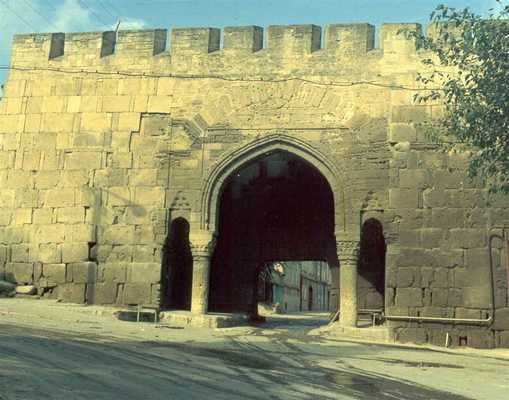
Porta a la ciutadella
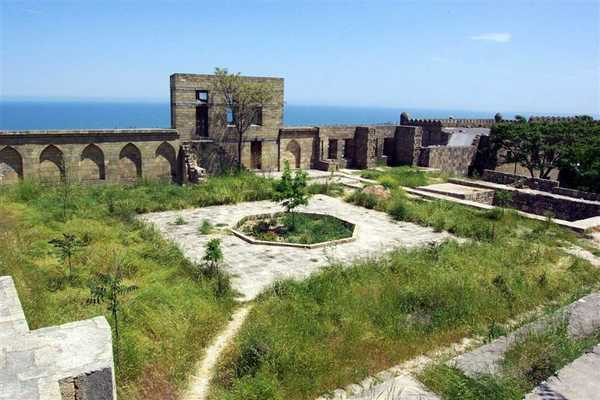
Vista de la mar Càspia